# Кардозо, Бенджамин Натан
Бенджамин Натан Кардозо (24 мая 1870, Нью-Йорк — 9 июля 1938, Порт-Честер, штат Нью-Йорк) — американский юрист, философ права, судебный деятель.

## Биография
Происходил из семьи португальских евреев-сефардов, которые постоянно мигрировали, а впоследствии осели в Нью-Йорке.
Окончил в 1891 году Школу права Колумбийского университета. Занимался частной юридической практикой в штате Нью-Йорк. С 1913 года — судья Верховного суда штата Нью-Йорк, с 1914 года — судья апелляционного суда данного штата, а с 1926 года — председатель апелляционного суда штата Нью-Йорк. В 1932—1938 годах был судьей Верховного суда США. Одновременно преподавал право в Йельском и Колумбийском университетах.
В 1921 году Кардозо стал членом подготовительной группы до основания Американского института права (англ. American Law Institute), который был открыт в Вашингтоне в феврале 1923 году с целью переработки контрактного и деликтного права и связанных институтов частного права.
В Верховном суде США состоял в либеральной фракции, которую называли «тремя мушкетерами» (англ. Three Musketeers) — Брендайс, Стоун и Кардозо; фракция поддержала «новый курс» президента Франклина Д. Рузвельта, которому в Верховном суде оппонировала группа консерваторов (т. н. «четыре всадника»).
В конце 1937 году Кардозо перенес инфаркт миокарда и 9 июля 1938 году умер в возрасте 68 лет.

## Произведения
- Cardozo B. N. The Nature of the Judicial Process. — New Haven: Yale University Press, 1921.
- Cardozo B. N. The Growth of the Law (1924). — Twelfth Printing — New Haven and London : Yale University Press, 1963, etc.